# Блок, Владимир Михайлович
Влади́мир Миха́йлович Блок (7 ноября 1932, Москва — 28 августа 1996, там же) — советский, российский композитор, пианист, музыковед, кандидат искусствоведения, журналист.

## Биография
В 1957 г. окончил Московскую консерваторию по классу композиции В. Я. Шебалина и по классу фортепиано Э. Г. Гилельса. 
В 1961 г. окончил аспирантуру по теории музыки (руководитель — Л. А. Мазель) и композиции (руководители — В. Я. Шебалин, А.Н.Александров, Н.И.Пейко, С. А. Баласанян).
В 1958—1960 гг. работал редактором Музгиза. 
В 1960—1962 гг. преподавал в Педагогическом институте им. В. И. Ленина.
Преподавал в детской музыкальной школе № 13 г.Москвы.
В 1993 - Основатель Общества Грига
В 1995 - Основатель Общества венгерской музыки и музыкальной педагогики в России.

## Творчество

### Избранные сочинения
для хора, солистов и оркестра
- Песня о Большой земле (слова Р. Рождественского, 1960)
- Весенняя песня (кантата, слова В. Маяковского и Н. Асеева, 1963)
- В гостях у звёзд (музыкальная сказка для детей, слова С. Богомазова, 1964)

для оркестра
- Маленькая сюита (1956)
- Удмуртская сюита (1960)
- Весенняя увертюра (1957)
- Северные напевы (цикл на коми народные темы, 1966)

для фортепиано с оркестром
- концерт (1966)

для скрипки с оркестром
- Словацкая сюита (1954, 2-я ред. — 1959)

для струнного оркестра
- Пассакалья и фуга памяти С. Прокофьева (1957)
- квартет (1956, 2-я ред. — 1966)

для фортепиано
- Игрушки (детская сюита, 1967)
- Удмуртские мелодии (1960)
- Вариации на коми народную тему (1966)
- 3 детские пьесы для левой руки (1969)
- Рисунки карандашом (детские пьесы, 1960)
- Чижи прилетели[5]

для скрипки с фортепиано
- Норвежская сюита (1958)
- Удмуртская рапсодия (1961)

для виолончели с фортепиано
- Маленькая сюита (1967)
- Маленькая поэма на удмуртские темы (1963)

для кларнета с фортепиано
- сонатина (1963)
- Миниатюры и акварели на карельские темы (1971)
- 5 детских пьес (1974)

для оркестра русских народных инструментов
- Русская сюита (1962)
- Поэма о Волге (1967)

для голоса с фортепиано
- циклы: Скрипочка (слова Л. Квитко, 1963), Вокальные картинки (слова А. Санина, 1964), Весёлые маляры (слова Е. Руженцева, 1970)
- песни

для эстрадных ансамблей
- танцевальные пьесы
- музыка к спектаклям

транскрипции и редакции произведений других композиторов
- завершение сонаты для виолончели соло С. Прокофьева (1971)
- новая инструментовка Концертино для виолончели с оркестром С. Прокофьева — для Стивенa Иссерлисa
- инструментовка «Английской сюиты» g-moll И. С. Баха
- концертные обработки пьес Баха, Бетховена, Равеля, Прокофьева, Ан. Александрова, Шебалина
- редакция Второй симфонии А. Танеева.

### Избранные публикации
- Блок В. М. Виолончельное творчество Прокофьева : Исследование. — М.: Музыка, 1973. — 184 с. — 3700 экз.
- Блок В. М. Концерты для виолончели с оркестром С. Прокофьева. — М.: Музгиз, 1959. — 36 с. — (Б-ка слушателя концертов). — 2000 экз.
- Блок В. М. Метод творческой работы С. Прокофьева : Исследование. — М.: Музыка, 1979. — 143 с. — 5000 экз.
- Блок В. М. Метод творческой работы Прокофьева и некоторые проблемы организации композиторского труда : (На материале инструм. творчества) : Автореф. дис. … канд. искусствоведения. — М., 1973. — 25 с.
- Блок В. М. Музыка Прокофьева для детей. — М.: Музыка, 1969. — 79 с. — 7200 экз.
- Блок В. М. Оркестр русских народных инструментов. — М.: Музыка, 1986. — 80 с. — 20 000 экз.

Составление
- Анатолий Николаевич Александров : Страницы жизни и творчества : [Сборник] / Сост.: В. М. Блок, Е. А. Поленова. — М.: Советский композитор, 1990. — 343 с. — 5000 экз. — ISBN 5-85285-001-2.
- С. С. Прокофьев : Статьи и исследования / Сост. В. Блок; ред. В. Блок, Ю. Рагс. — М. : Музыка, 1972. — 333 с. — 5300 экз..
- Русская и советская музыка : Хрестоматия для учащихся ст. классов / Сост.: В. М. Блок, К. П. Португалов. — М.: Просвещение, 1977. — 238 с. — 100 000 экз.
- Сергей Прокофьев: материалы, статьи, интервью. — М.: Прогресс, 1978.